# Accord de libre-échange entre le Chili et le Mexique
L'accord de libre-échange entre le Mexique et le Chili est un accord de libre-échange signé le 17 avril 1998 et entré en application le 1er août 1999. Il concerne la quasi-totalité des biens échangés entre les deux pays. Il n'inclut pas de chapitre autour des questions de l'environnement, du droit du travail, de la propriété intellectuelle ou des marchés publics
Cet accord remplace un accord de libre-échange similaire conclu en 1991. Un amendement à l'accord a été signé le 28 août 2007, avant d'entrer en application le 2 novembre 2008.